# Marc Guilbert
Pour les articles homonymes, voir Guilbert.
 (mai 2017).
Si vous disposez d'ouvrages ou d'articles de référence ou si vous connaissez des sites web de qualité traitant du thème abordé ici, merci de compléter l'article en donnant les références utiles à sa vérifiabilité et en les liant à la section « Notes et références ».
Marc Guilbert est un scénariste français né en 1956 à Paris.

## Biographie
Études de lettres (lycée Condorcet, université de Vincennes Paris-VIII) et cinéma (Censier)
Dans les années 1980, il est 1er assistant à la mise en scène de Jean-Pierre Mocky, Robin Davis, Peter Brook, Romain Goupil, Gérard Zingg...
Dans les années 1990, il devient scénariste.

## Télévision
- La Belle de Fontenay d'après Jean-Bernard Pouy, mise en scène Paule Zajdermann
- La série Le Boiteux d'après Pascal Basset-Chercot, mise en scène Paule Zajdermann et Philippe Venault
- Faussaires et Assassins, mise en scène Peter Kassovitz
- Façades, mise en scène Peter Kassovitz
- Les Femmes d'abord, mise en scène Peter Kassovitz
- Le Dernier Fils, mise en scène Étienne Périer
- Table rase, mise en scène Étienne Périer
- Il écrit pour la série Police District, créée par Hugues Pagan, et pour la série Boulevard du Palais, créée par Thierry Jonquet
- Notable donc coupable, mise en scène Francis Girod

## Cinéma
- Saraka Bô, d'après Tobie Nathan mise en scène Denis Amar
- Écrit l'adaptation du roman de Irene Wempe Come to my funeral (série Noire) pour Bruno Herbulot, production Films A4 (2011)
- Participe avec Alain-Michel Blanc à l'écriture de En Solitaire, produit par la Gaumont (2012)
- Écrit l'adaptation du roman de Lyonel Trouillot Bicentenaire, mise en scène François Marthouret, produit par Peter Kassovitz et Sylvain Bursztejn (2013)
- Il a travaillé pour le cinéma avec Simon Michaël, Alain-Michel Blanc, Étienne Périer, Jean-Pierre Mocky, Robin Davis...

## Théâtre
- En 2011, il écrit sa première œuvre dramatique Hamlet it be qui reçoit en novembre 2012 l'Aide à la création du Centre national du théâtre.
- Automne 2013, résident au Centre national des écritures du spectacle à la Chartreuse de Villeneuve lez Avignon.
- Novembre 2013, sa seconde pièce Dévorons nos enfants, reçoit l'Aide à la création du Centre national du Théâtre, ainsi que le soutien de la SACD.